# Cinnamomum soegengii
Cinnamomum soegengii är en lagerväxtart som beskrevs av André Joseph Guillaume Henri Kostermans. Cinnamomum soegengii ingår i släktet Cinnamomum och familjen lagerväxter. Inga underarter finns listade i Catalogue of Life.